# Lençóis Paulista
Lençóis Paulista é um município brasileiro do estado de São Paulo. Localizado na região centro-oeste do Estado, a cidade está a uma altitude de 550 metros e sua população, conforme o censo de 2022, era de 80 340 habitantes. O município é formado pela sede e pelo distrito de Alfredo Guedes.
Lençóis Paulista é conhecida como "Cidade do Livro", por possuir um número de livros em sua Biblioteca Municipal maior do que o número de habitantes. Atualmente, são mais de 150 mil livros.

## História
Há várias versões em relação a povoação da atual região. A primeira versão atribui o início em meados do século XIX, quando o sertanista mineiro José Teodoro de Souza fixou residência no local.
De acordo com historiadores regionais, o bandeirante teria perseguido os indígenas nativos e limpado o caminho para os primeiros povoadores. A versão mais aceita atribui a fundação ao bandeirante Francisco Alves Pereira que, desligando-se devido a desentendimentos de uma expedição monçoeira via Rio Tietê de Itu a Goiás, explorou o rio, denominando-o de Lençóis em virtude do vasto lençol de espuma branca que encontrara nas pequenas cachoeiras.
Fixou-se com alguns companheiros no local ao qual denominou "Bairro dos Lençóes" em meados de 1825, trazendo posteriormente a sua esposa, filhos e mineiros interessados em terras. É considerado a primeira pessoa, além dos indígenas nativos, a pisar na região.
O patrimônio do Bairro de Lençóes, no território de Botucatu, teve início com a construção da capela em louvor à Padroeira Nossa Senhora da Piedade, sendo elevado à freguesia (distrito) em 28 de abril de 1858. Poucos anos depois, em 25 de abril de 1865, foi elevado a Município com a denominação de Lençóes, dessa forma se desmembrando de Botucatu.
Em 22 de dezembro de 1922 é criado o Distrito de Borebi, e em 6 de outubro de 1934, o Distrito de Alfredo Guedes. Em razão da existência de um município no Estado da Bahia com a mesma denominação, em 30 de novembro de 1944, Lençóes passa a denominar-se Ubirama em virtude da cana-de-açúcar, a qual era altamente cultivada na cidade.
Em razão da Lei Estadual nº 233, de 24 de dezembro de 1948, o Município de Ubirama passou a denominar-se Lençóis Paulista. Em 9 de janeiro de 1990 o Distrito de Borebi é elevado a município e se desmembra de Lençóis Paulista.

## Geografia
O território do município é drenado pelas águas do Rio Lençóis, principal manancial responsável pelo abastecimento de água da cidade. Também corta a área urbana o Rio da Prata (zona leste e zona sul da cidade).
Seu clima é o tropical de altitude, com temperaturas máximas próximas a 38 °C entre novembro e fevereiro, e mínimas próximas a 3 °C entre junho e agosto.

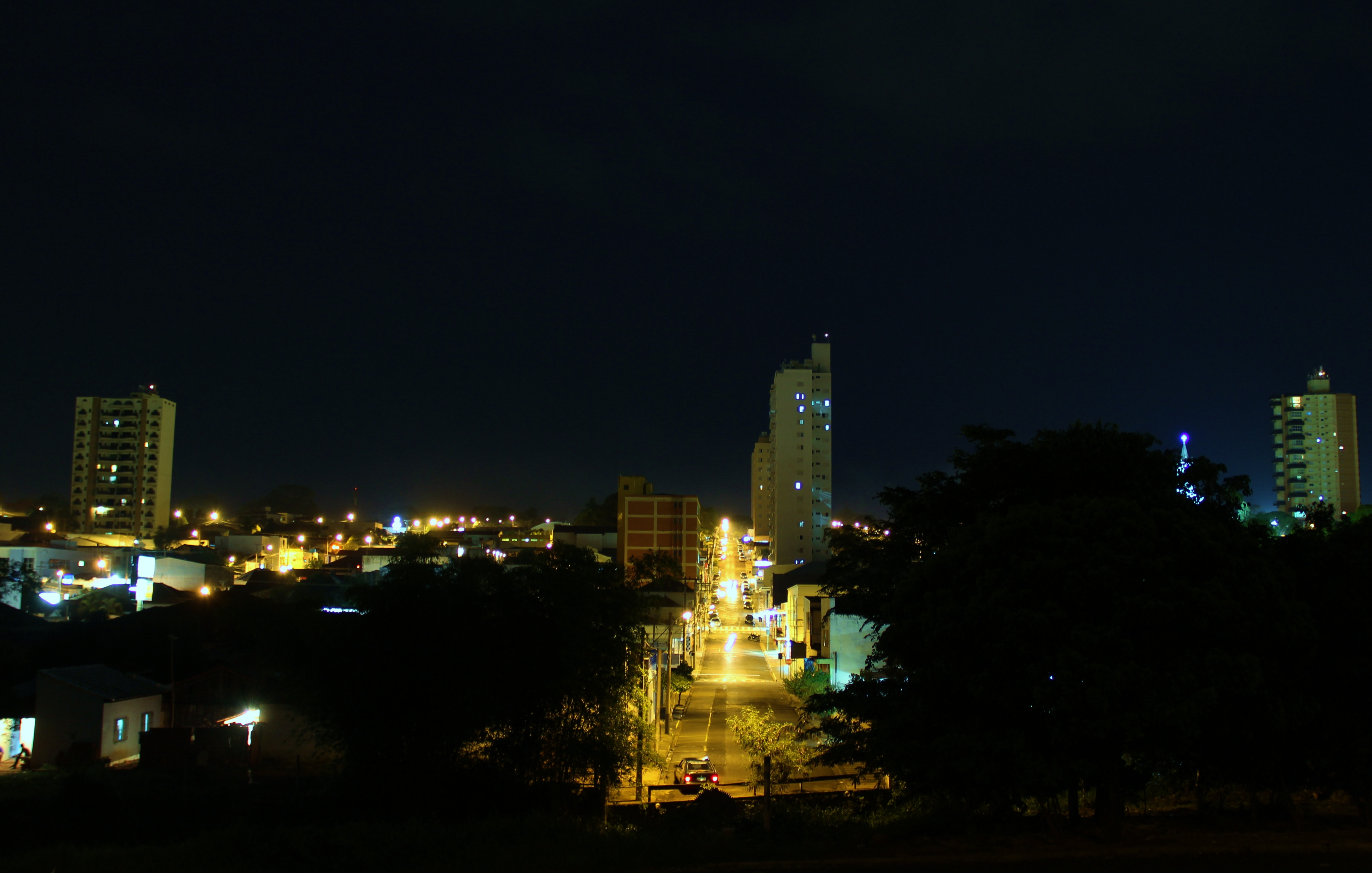
Vista noturna do centro a partir da estação ferroviária.

Apresenta relevo sem oscilações gráficas, caracterizando-se como suave ondulado, não montanhoso, próprio para a atividade agropecuária. Predominam na região vegetações dos tipos campo, cerrado e floresta subtropical.
Os municípios vizinhos são Macatuba, Pederneiras e Agudos ao norte; Borebi a oeste; Avaré e Botucatu ao sul; e Pratânia, Areiópolis e São Manoel a leste.

### Hidrografia
- Rio Lençóis[17]
- Córrego da Prata[17]
- Córrego Corvo Branco[17]
- Rio Claro[17]

### Rodovias

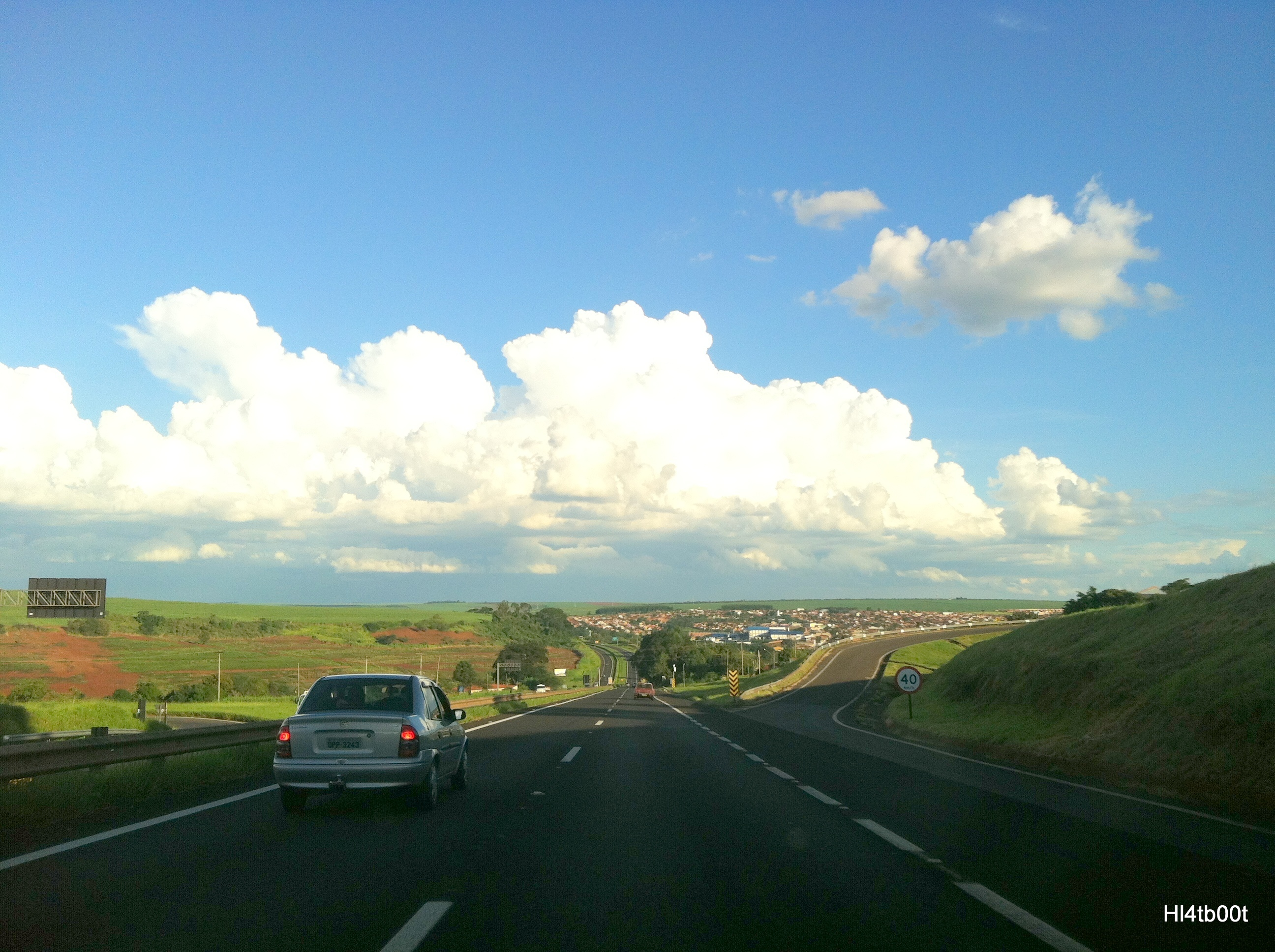
Trecho da Rodovia Marechal Rondon em Lençóis Paulista.

- Rodovia Marechal Rondon (SP-300)
- SP-261

### Clima
| Dados climatológicos para Lençóis Paulista | Dados climatológicos para Lençóis Paulista | Dados climatológicos para Lençóis Paulista | Dados climatológicos para Lençóis Paulista | Dados climatológicos para Lençóis Paulista | Dados climatológicos para Lençóis Paulista | Dados climatológicos para Lençóis Paulista | Dados climatológicos para Lençóis Paulista | Dados climatológicos para Lençóis Paulista | Dados climatológicos para Lençóis Paulista | Dados climatológicos para Lençóis Paulista | Dados climatológicos para Lençóis Paulista | Dados climatológicos para Lençóis Paulista | Dados climatológicos para Lençóis Paulista |
| Mês                                        | Jan                                        | Fev                                        | Mar                                        | Abr                                        | Mai                                        | Jun                                        | Jul                                        | Ago                                        | Set                                        | Out                                        | Nov                                        | Dez                                        | Ano                                        |
| ------------------------------------------ | ------------------------------------------ | ------------------------------------------ | ------------------------------------------ | ------------------------------------------ | ------------------------------------------ | ------------------------------------------ | ------------------------------------------ | ------------------------------------------ | ------------------------------------------ | ------------------------------------------ | ------------------------------------------ | ------------------------------------------ | ------------------------------------------ |
| Temperatura máxima média (°C)              | 28,2                                       | 28,6                                       | 27,9                                       | 27                                         | 24,3                                       | 23,7                                       | 23,9                                       | 26,2                                       | 28,1                                       | 28,8                                       | 27,9                                       | 28,4                                       | 26,9                                       |
| Temperatura média (°C)                     | 23,8                                       | 24,1                                       | 23,4                                       | 22,3                                       | 19,4                                       | 18,5                                       | 18,4                                       | 20                                         | 21,8                                       | 23                                         | 22,8                                       | 23,7                                       | 21,7                                       |
| Temperatura mínima média (°C)              | 20,4                                       | 20,5                                       | 19,9                                       | 18,3                                       | 15,4                                       | 14,4                                       | 14                                         | 14,9                                       | 16,7                                       | 18,2                                       | 18,7                                       | 19,9                                       | 17,6                                       |
| Precipitação (mm)                          | 251                                        | 178                                        | 135                                        | 63                                         | 62                                         | 43                                         | 34                                         | 36                                         | 71                                         | 117                                        | 153                                        | 188                                        | 1 331                                      |
| Fonte: Climate-Data                        |                                            |                                            |                                            |                                            |                                            |                                            |                                            |                                            |                                            |                                            |                                            |                                            |                                            |

## Demografia

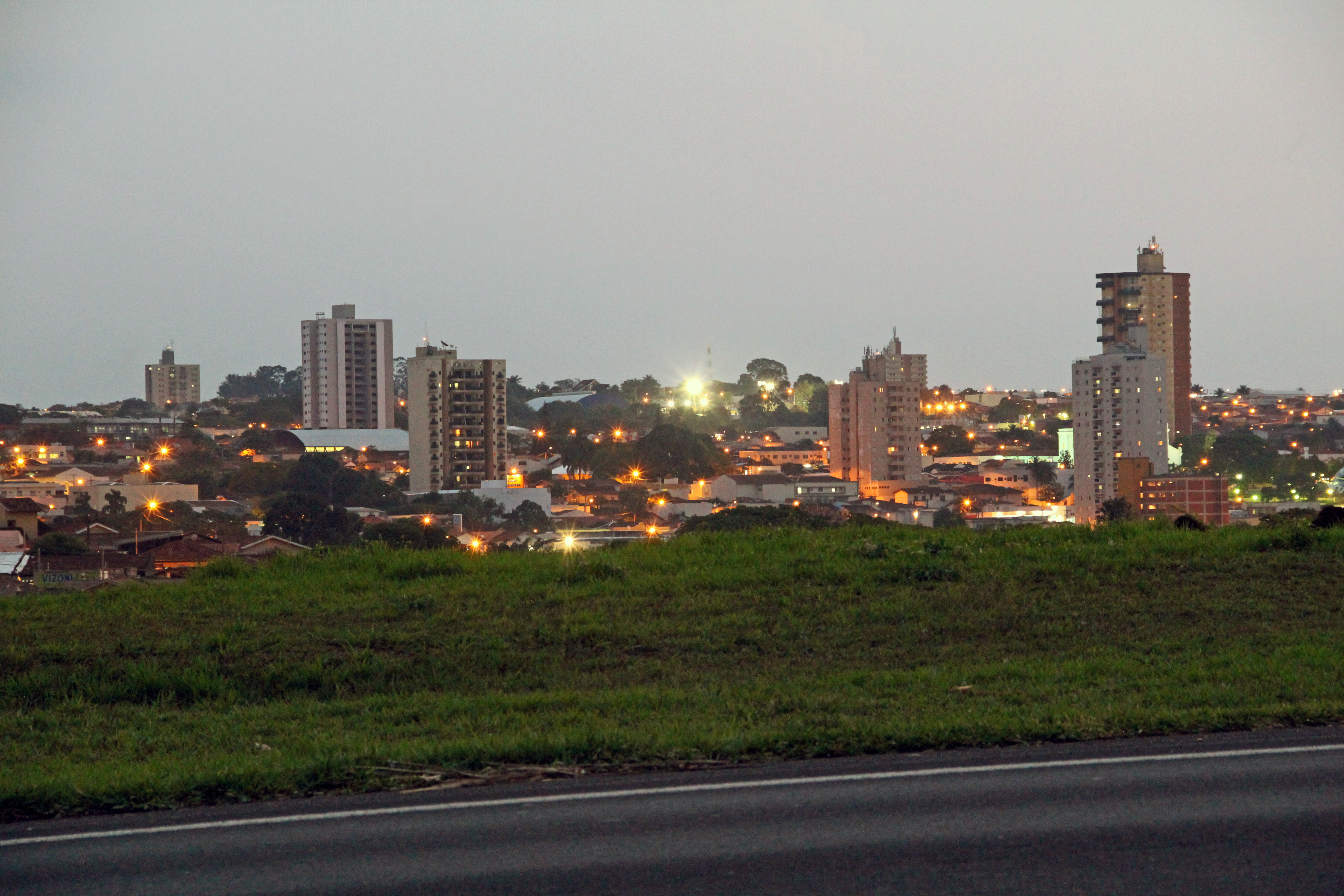
Lençóis Paulista ao entardecer.

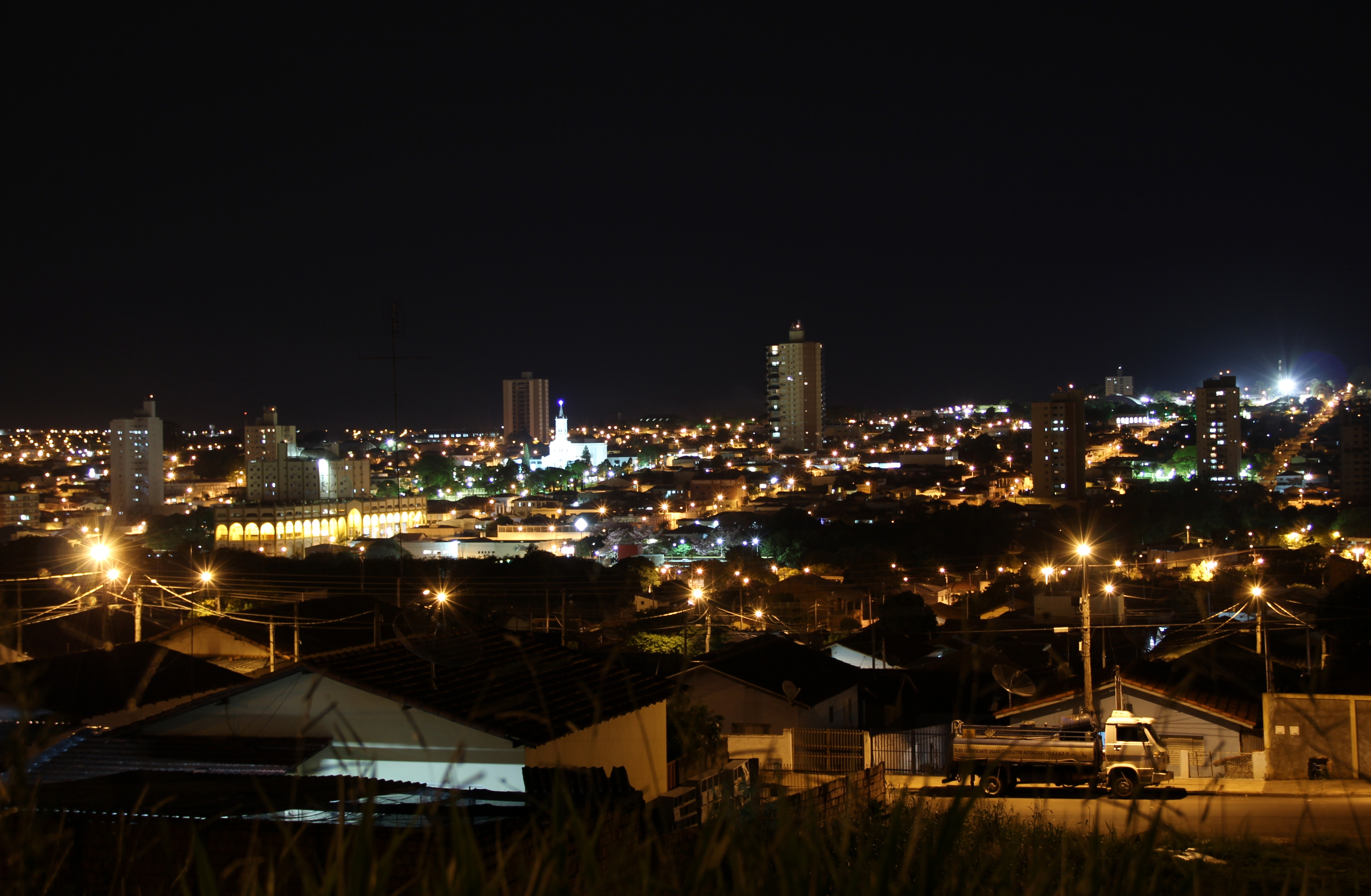
Lençóis Paulista à noite.

### População
| Crescimento populacional                             | Crescimento populacional | Crescimento populacional | Crescimento populacional |
| Ano                                                  | População Total          |                          | %±                       |
| ---------------------------------------------------- | ------------------------ | ------------------------ | ------------------------ |
| 1872                                                 | 13 391                   |                          |                          |
| 1890                                                 | 9 452                    |                          | −29,4%                   |
| 1900                                                 | 10 981                   |                          | 16,2%                    |
| 1910                                                 | 16 943                   |                          | 54,3%                    |
| 1920                                                 | 20 294                   |                          | 19,8%                    |
| 1925                                                 | 14 401                   |                          | −29,0%                   |
| 1934                                                 | 14 489                   |                          | 0,6%                     |
| 1937                                                 | 15 491                   |                          | 6,9%                     |
| 1940                                                 | 13 804                   |                          | −10,9%                   |
| 1946                                                 | 15 182                   |                          | 10,0%                    |
| 1950                                                 | 11 861                   |                          | −21,9%                   |
| 1958                                                 | 16 383                   |                          | 38,1%                    |
| 1960                                                 | 16 602                   |                          | 1,3%                     |
| 1970                                                 | 22 423                   |                          | 35,1%                    |
| 1980                                                 | 35 011                   |                          | 56,1%                    |
| 1991                                                 | 46 246                   |                          | 32,1%                    |
| 2000                                                 | 55 042                   |                          | 19,0%                    |
| 2010                                                 | 61 428                   |                          | 11,6%                    |
| 2022                                                 | 66 505                   |                          | 8,3%                     |
| Est. 2024                                            | 68 395                   | [ 18 ]                   | 2,8%                     |
| Fontes: Censos Demográficos IBGE e Estimativas SEADE |                          |                          |                          |

### Dados demográficos

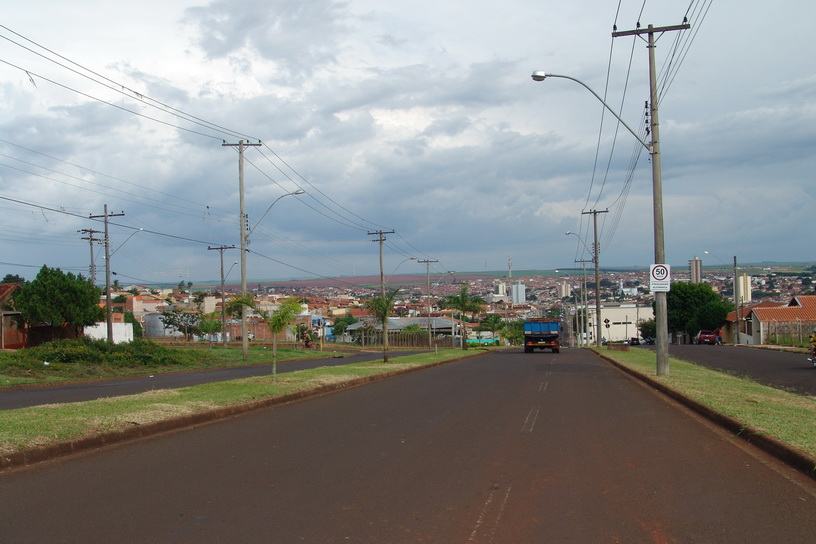
Vista da cidade.

De acordo com os dados do IBGE em 2022, Lençóis Paulista registrou um acréscimo populacional na ordem dos 6.6% em relação aos resultados do censo de 2010.
(Número de habitantes que residiam neste município à data em que os censos  se realizaram.)
|                | 2010   | 2022   |
| 0-14 Anos      | 13 620 | 12 295 |
| 15-24 Anos     | 10 598 | 9 164  |
| 25-64 Anos     | 32 767 | 33 677 |
| = ou > 65 Anos | 4 444  | 11 369 |

## Economia

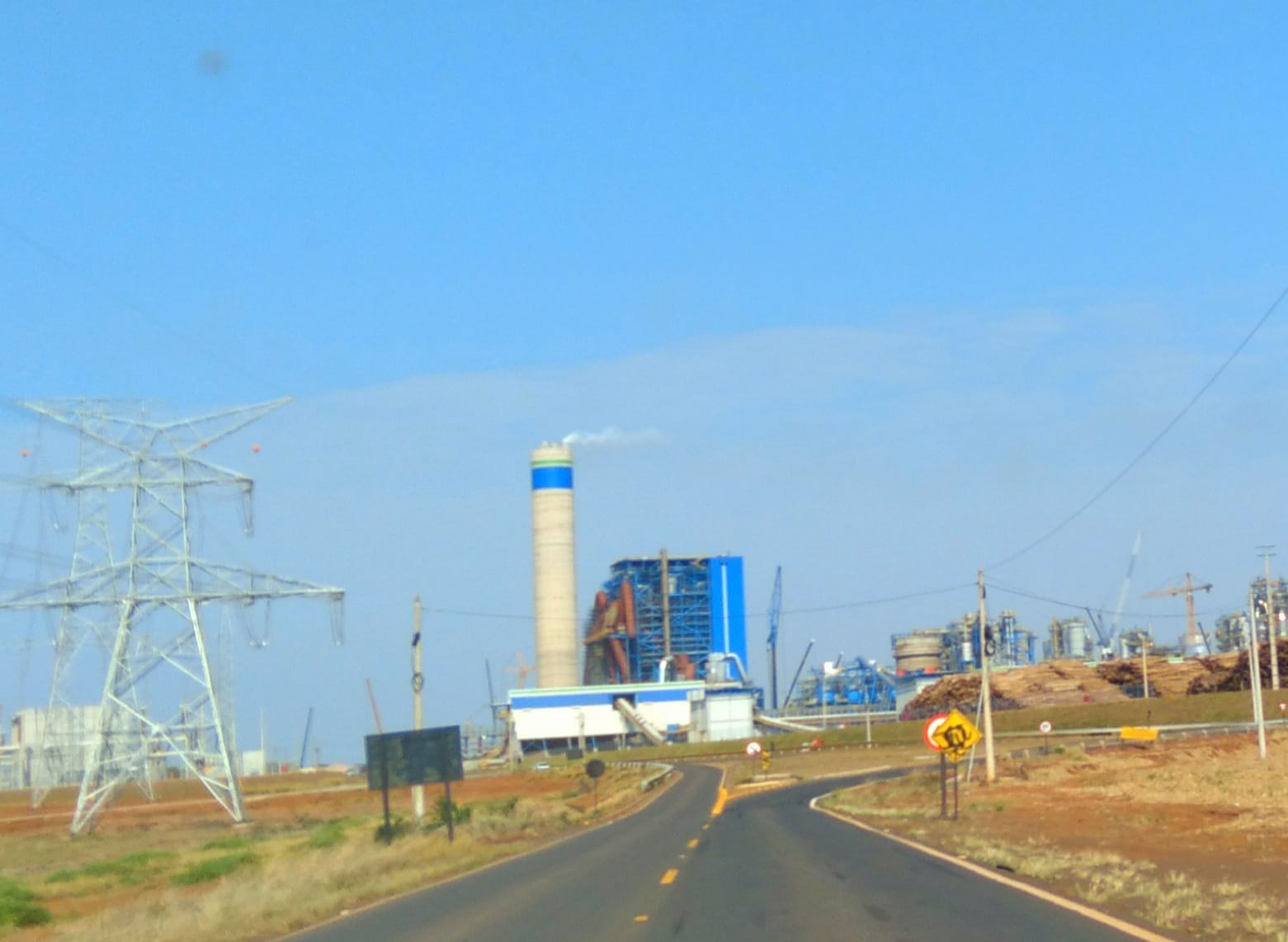
Unidade da Bracell em Lencóis Paulista.

O PIB em 2010, era de R$ 2,137 bilhão, sendo 8% gerados pelo setor agrícola, 60,5% pela indústria, e 31,5% pelo setor de serviços.. Dentre os municípios da Região Administrativa de Bauru, Lençóis Paulista possui o segundo maior PIB, sendo um polo central de uma micro região comercial que engloba os municípios de Macatuba, Areiópolis, Borebi e Pederneiras.
Na indústria, base econômica do município, têm destaque as produções de açúcar, álcool, celulose, óleo lubrificante, estruturas metálicas e alimentos: (massas, biscoitos, arroz, carnes, feijão, milho). A cidade é sede da Zilor, um dos maiores grupos sucroalcooleiros do país. 
Após a aquisição da Lwarcel Celulose pelo Grupo RGE em agosto de 2018, o grupo anunciou em 2019 um investimento de cerca de R$ 7,5 bilhões na expansão da fábrica de celulose, a qual posteriormente começou a operar sob a marca unificada Bracell. Em abril de 2023, a multinacional asiática anunciou um investimento de R$ 5 bilhões na construção da maior fábrica de papel tissue da América Latina, começando a sua operação em 2024.
Na agricultura, as produções mais importantes são a cana-de-açúcar, o milho, o feijão e a madeira. O comércio, por muitos anos dependente do município vizinho de Bauru, hoje é o setor que mais emprega mão de obra na cidade. A ACILPA (Associação Comercial e Industrial de Lençóis Paulista) desenvolve trabalhos em parceria com o SEBRAE, SENAI e a Prefeitura Municipal.
O município possui um Shopping Center e uma feira comercial e industrial anual, a FACILPA (Feira Agropecuária, Comercial e Industrial de Lençóis Paulista), a qual mantem tradição desde 1977.

## Infraestrutura

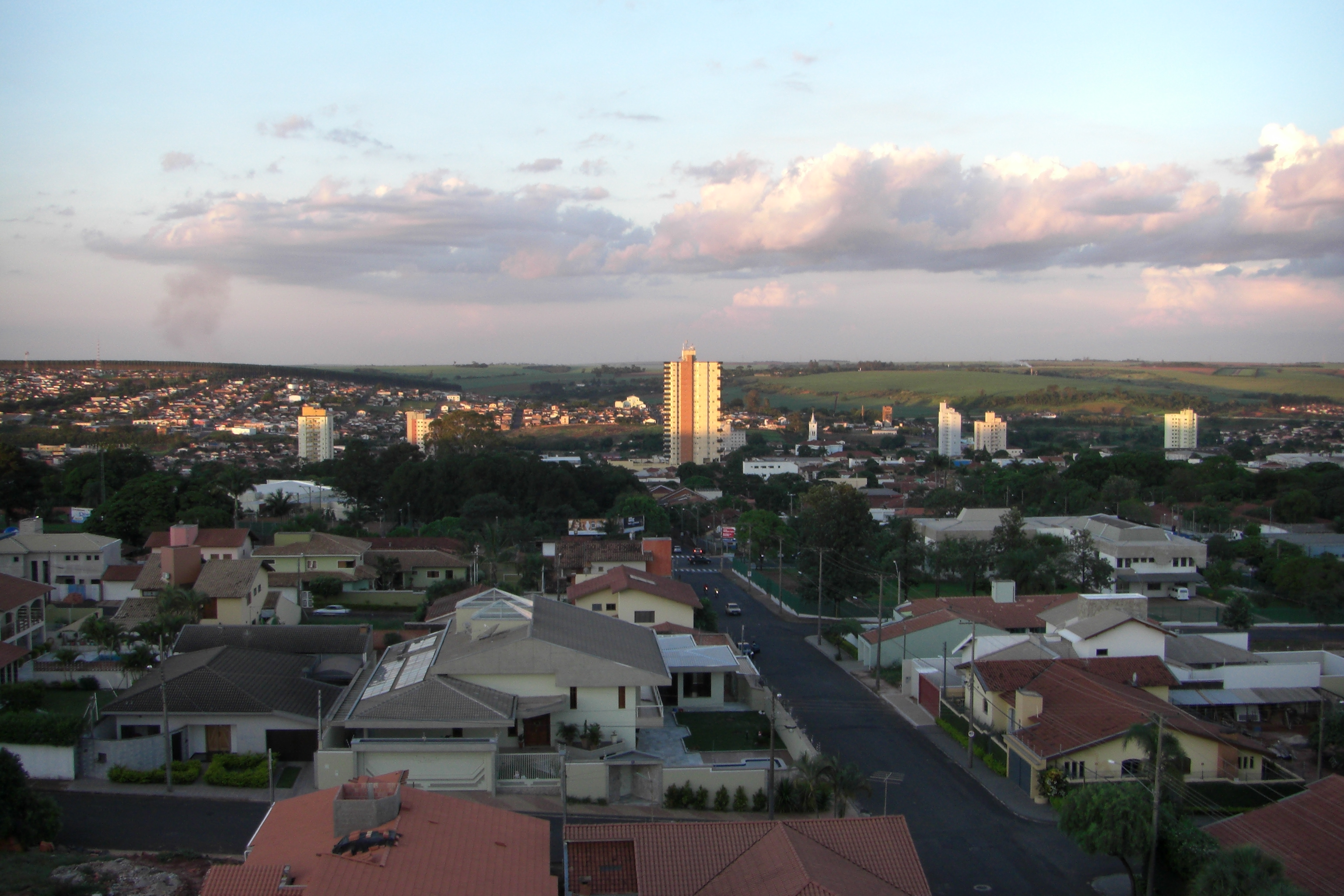
Vista da cidade.

### Educação
Possui uma instituição de ensino superior e duas escolas técnicas, uma do SENAI e outra da ETEC.

### Comunicações
O sistema de telefones automáticos foi inaugurado na cidade pela Companhia Telefônica Brasileira (CTB) em 1970. Já o sistema de discagem direta à distância (DDD) foi implantado em 1975 pela Telecomunicações de São Paulo (TELESP) com o código de área (0142).
Na década de 90 o código DDD da cidade foi alterado para (014), para padronização do sistema telefônico com a telefonia celular que estava sendo implantada em todo o estado.

## Cultura e lazer

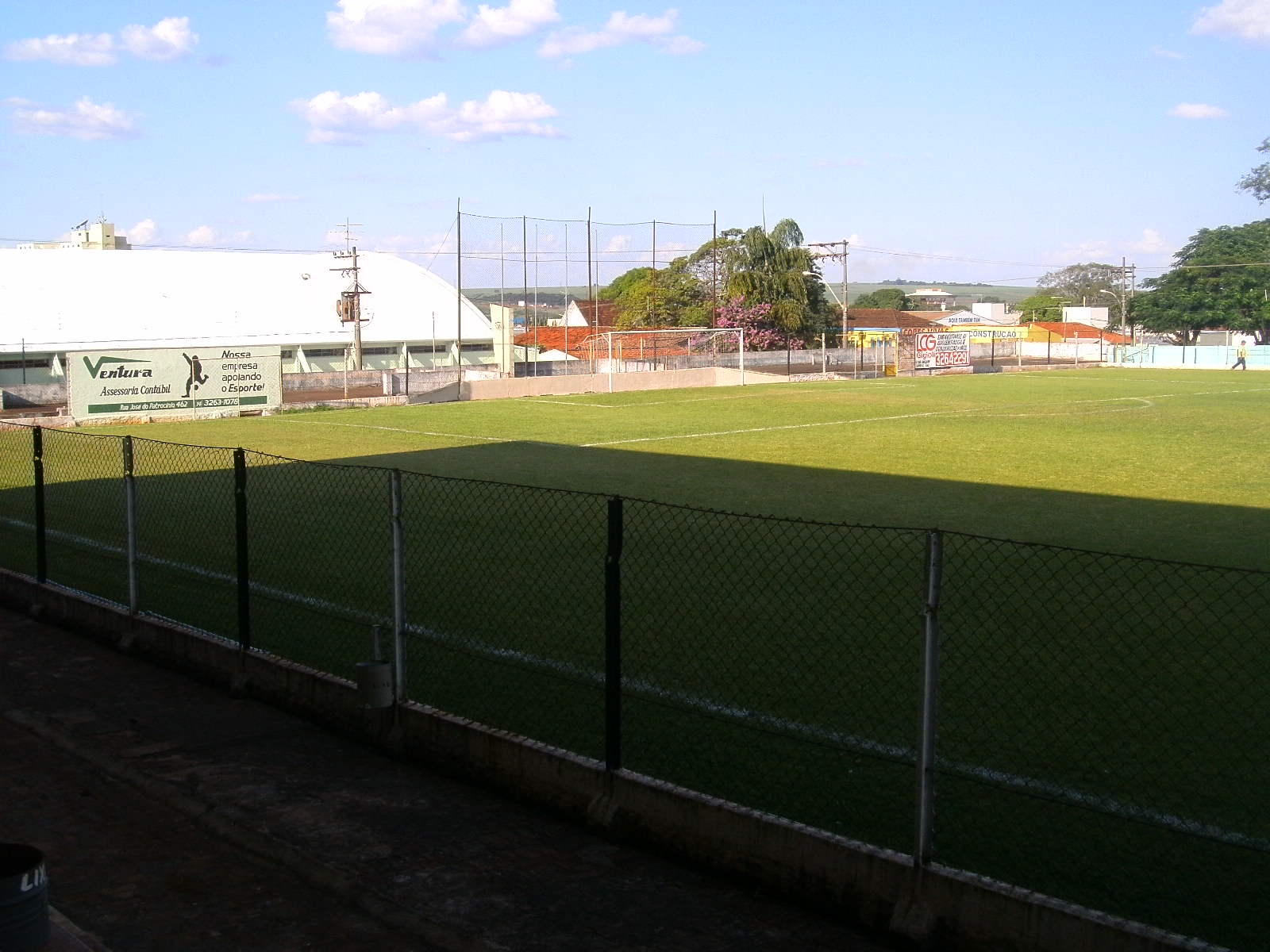
Estádio do Clube Atlético Lençoense.

A responsável pelo setor cultural da cidade de Lençóis Paulista é a Secretaria da Cultura, a qual tem como objetivo promover a diversidade e a fruição cultural, zelar pela memória cultural municipal e despertar na população a busca por sua identidade cultural.
No âmbito cultural, a cidade conta com a Casa da Cultura "Prof. Maria Bove Coneglian", Espaço Cultural Cidade do Livro, Teatro Municipal Adélia Lorenzetti, Museu Alexandre Chitto e a Biblioteca Municipal "Orígenes Lessa", sendo a ultima a maior biblioteca pública do Interior do Brasil, isso devido ao seu acervo superior a 90.000 livros e mais de 20.000 documentos, desde decreto de D. João V a autógrafos diversos, além de um acervo especial com peças raríssimas, que destacam a biblioteca, entre muitas outras do país.

### Esportes
Em 2023, a cidade de Lençóis Paulista foi a sede da 65º edição dos Jogos Regionais e da 25ª edição dos Jogos da Melhor Idade. A cidade possuí uma equipe de basquetebol, sendo ela a ALBA (Associação Lençoense de Basquetebol) No futebol, a secretaria de Esportes e Recreação juntamente com a LFFA (Liga Lençoense de Futebol Amador) organiza o Campeonato Amador de Futebol Série A e B.

## Filhos ilustres
- Agripino de Oliveira Lima Filho, político brasileiro.
- Orígenes Lessa, escritor.
- Guilherme Leme, ator.
- Claudinei Quirino, velocista.
- José Ângelo Simioni, aviador.
- Rodrigo Baldasso da Costa, futebolista.

## Religião

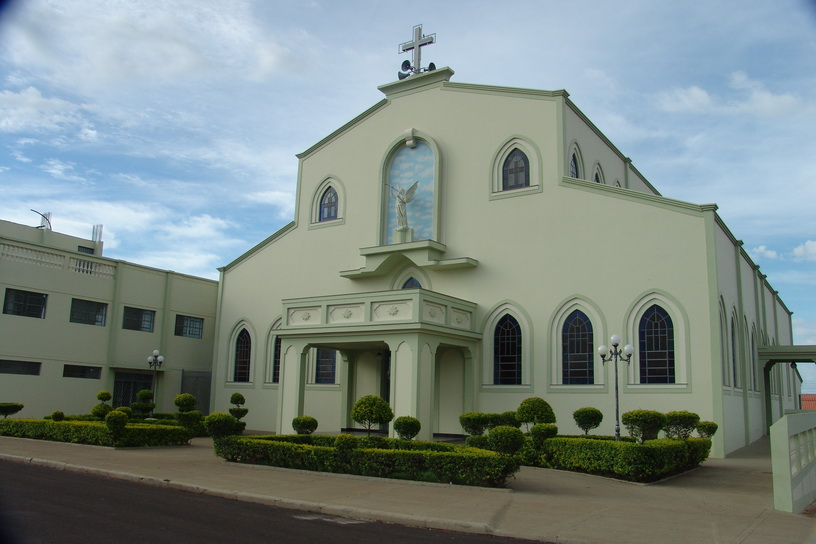
Paróquia N. S. Aparecida.

O Cristianismo se faz presente na cidade da seguinte forma:

### Igreja Católica
- A igreja faz parte da Arquidiocese de Botucatu.[36]

Lençóis Paulista possui as seguintes paróquias: Santuário Arquidiocesano Nossa Senhora da Piedade, paróquia Cristo Ressuscitado, São Pedro e São Paulo, Nossa Senhora Aparecida, São José e Santana e São Joaquim.

### Igrejas Evangélicas
Entre as igrejas protestantes históricas, pentecostais e neopentecostais, encontram-se na cidade:
- Assembleia de Deus Ministério do Belém.[39][40]
- Congregação Cristã no Brasil.[41]